# پخته‌کار (واسع)
پخته‌کار  جماعت و شهرکی در جنوب غربی کشور تاجیکستان است که در ناحیهٔ واسع ولایت ختلان قرار دارد. جمعیت این جماعت ۱۸۱۶۵ است.

## نام
پَختَه در زبان فارسی به معنی پنبه است و در شرق مناطق فارسی زبان همچنان رایج است. کار نیز فارسی است و پخته‌کار به معنی پنبه کار است.